# Wordclock
Wordclock ist ein Basistaktsignal in der digitalen Audiotechnik, welches notwendig ist, um die Übertragung von Audio-Datenströmen zwischen digitalen Audiogeräten zu ermöglichen. Mittels Wordclock wird die Verarbeitung der digitalen Daten aller beteiligten Geräte miteinander synchronisiert. Die Wordclock hat genau die Periodendauer eines Abtastwertes bei gegebener Abtastrate und ist unabhängig vom verwendeten Dynamikumfang bzw. von der Samplingtiefe.
Jedes digitale Audiogerät verfügt über einen internen Taktgenerator, der ihm im Standalone-Betrieb den Basistakt zur Verfügung stellt, mit dem es die Audiodaten verarbeitet. Im Verbund zweier oder mehrerer digitaler Audiogeräte muss ein Gerät den Wordclock-Takt vorgeben (Master) und alle anderen Geräte (Slaves) diesen Takt übernehmen. Dazu lässt sich jedes Digitalgerät von seinem internen auf ein von außen zugeführtes Taktsignal umschalten. Es reicht nicht aus, bei jedem Gerät im Verbund den internen Taktgenerator einfach auf die gleiche Taktfrequenz einzustellen – durch kleine, aber unvermeidbare Ungenauigkeiten würden die Taktsignale dann unsynchronisiert nebeneinander herlaufen und auseinanderdriften. Diese Asynchronität der digitalen Daten würde mitunter zu deutlich hörbaren Pop- und Klick-Geräuschen bis hin zu einem kompletten Signalausfall führen.
Standardisierte Clock- bzw. Abtastfrequenzen (vgl. Abtastrate) sind 44,1 kHz, 48 kHz, 88,2 kHz, 96 kHz sowie 192 kHz. Bei den meisten digitalen Audioformaten lässt sich die Wordclock aus dem Datenstrom der empfangenen Audiodaten ableiten (z. B. S/PDIF, AES/EBU, ADAT, MADI, nicht jedoch bei TDIF). Wird das Wordclock-Signal getrennt vom digitalen Audiosignal übertragen, so geschieht dies üblicherweise über koaxiale 75-Ohm-Kabel mit BNC-Steckverbindern. Dazu müssen die verbundenen Geräte über dedizierte BNC-Wordclock-Anschlüsse verfügen, was ausschließlich bei professionellen Geräten der Fall ist.
Vom Wordclock-Master kann das Taktsignal entweder per Daisy Chain kettenartig zum nächsten und von diesem weiter zum folgenden Gerät usw. geführt werden (am letzten Gerät der Kette muss die Leitung dann mit einem passenden Abschlusswiderstand terminiert werden), oder das Taktsignal wird sternförmig vom Master direkt an alle weiteren Geräte verteilt. Da sich bei serieller Weitergabe des Taktsignals bei jedem weiteren Gerät in der Kette kleine Durchlaufverzögerungen aufsummieren, wird die Taktung von Gerät zu Gerät ungenauer und es kann zu Signalaussetzern kommen. Daher ist sternförmige Wordclockverteilung zu bevorzugen, bei der der Takt-Master sein Synchronisationsignal direkt zu jedem zu synchronisierenden Gerät leitet.
Im Prinzip kann jedes digitale Audiogerät, das einen digitalen Ausgang besitzt, als Wordclock-Master fungieren. Consumergeräte, insbesondere CD-Player, die naturgemäß keinen Audioeingang haben, müssen dabei immer Wordclock-Master sein. Einige Profi-CD-Player sind dagegen zur externen Taktung mit Wordclock-Eingängen ausgestattet.
Im professionellen Bereich werden oft eigenständige Wordclock-Generatoren eingesetzt. Dies sind Geräte, die ausschließlich Wordclocksignale generieren und zur sternförmigen Verteilung über mehrere Ausgangsanschlüsse verfügen.
Soll eine Quelle ohne externe Taktungsmöglichkeit (z. B. CD-Player) mit einem nicht dazu synchronisierten System verbunden werden, so muss an dem betreffenden Eingang ein Abtastratenkonverter vorhanden sein, der die Abtastrate der unsynchronen Quelle auf den System-Wordclock des restlichen Systems umrechnet.